# جزيرة جينوفيسا
جزيرة جينوفيسا بالغتين الإسبانيتين والإنجلزية والمعروفة أيضا باسم جزيرة البرج، وهي جزيرة غير مأهولة تقع في أرخبيل غالاباغوس في الإكوادور.وتبلغ مساحتها حوالي 14 كم2 ويصل ارتفاعها 64 م، وتحتوي على فوهة بركان. وتحيط بها المنحدرات.وهي مملؤة بالماء والملح تقع في الوسط، والرواسب في هذه البحيرة الحفرة يصل عمرها أقل من 6000 سنة. وعلى الرغم من أنه لم يعرف ثورات بركانية تاريخية ولكن يوجد بها تدفقين صغيرين على الجناحين.

## الحياة البرية
- تعرف جزيرة جينوفيسا باسم جزيرة الطيور وذلك بسبب مستعمرات الطيور الكبيرة والمتنوعة التي تعشش هناك، ويتوفر فيها طيور الفرقاطات وهي من بين أفضل الأماكن في الأرخبيل لرؤية الأطيش أحمر القدمين والأطيش نازكا ونورس متشعب الذيل وطائر النوء وعصافير داروين وطائر المحاكي غالاباغوس.

وتوجد في هذه الجزيرة أصغر إغوانة البحرية في الأرخبيل.

## استجمام
- في خليج داروين هناك إمكانية الغوص على طول الجدار الداخلي أو الذهاب إلى الجدار الخارجي، وهو أقل محمية. والاحتمال الآخر هو أن الغوص من خارج البركان عن طريق القناة في كالديرا.